# PABLO UCHIDA
PABLO UCHIDA是一名日本的插图画家。曾以岩良Noma的笔名活动。除此之外，他还以内田パブロ、pablo uchida或者其他名义开展活动。

## 经历
学生时代并没有专门学习绘画，而是就读于理工学部。大学毕业后，进入游戏公司世嘉担任设计师。以自己博客上的插画为契机，开始担任早川书房的书籍插画，之后转为自由插画家。

## 主要作品

### 插图
- 大卫·艾丁斯（英语：David Eddings）[註 1]和蕾格·艾丁斯（英语：Leigh Eddings）[註 2]的《多拉战争的历史（英语：The Dreamers (novel series)）》系列——书籍装订画
- E·E·奈特（英语：E. E. Knight）《吸血鬼地球》系列——书籍装订
- 史蒂芬·肯特（英语：Steven L. Kent）《克隆人共和国（英语：The Clone Republic）》——系列装订
- 《世界野兽权威版，危险档案》——插图
- 斯科特·韦斯特费德《利维坦》系列——书籍装订
- 《这本科幻小说我想读！ 2012年版》——封面插图
- 《这本科幻小说我想读！ 2013年版》——封面插图

### 动画
- G之复国运动——设计
- 机动战士高达 闪光的哈萨維——角色设计[3]

### 游戏
- 角斗士VS——欧美版包图
- 地狱军团（日语：地獄の軍団 (コンピュータゲーム)）[註 3]——开场动画、路演插图
- 三国志大战——部分插图
- 红莲之王3[註 4]——一部分NPC人物设计
- 鬼牌密码[註 5]——部分卡片插图，用于销售点的海报图[7]
- 最终编年史[註 6]——部分卡片插图
- 巫术〜战乱的魔塔——一部分NPC人物设计[9]
- 信长之野望・创造——主视觉图[10]
- 三国志13——主视觉图
- 合金装备V 幻痛——主视觉图[10]
- 死亡搁浅——海报插画[11]

## 脚注

### 译注
1. ↑  译名参考自人民网[2]
2. ↑  译名参考自人民网[2]
3. ↑  译名参考自游民星空[4]
4. ↑  译名参考自游民星空[5]
5. ↑  译名参考自九游游戏[6]
6. ↑  译名参考自新浪网[8]